# 南斯拉夫王國
南斯拉夫王国（1918年—1941年）是一个位于巴爾幹半島的君主制國家，在一戰後成立，直到二戰後結束。其领土大致包括今天斯洛維尼亞、克羅埃西亞、波士尼亞與赫塞哥維納、塞爾維亞、蒙特內哥羅，以及北馬其頓和科索沃等地。1929年之前国名是塞尔维亚人、克羅埃西亞人和斯洛維尼亞人王國，或者简称为SHS王国 (Краљевина СХС / Kraljevina SHS)。

## 成立

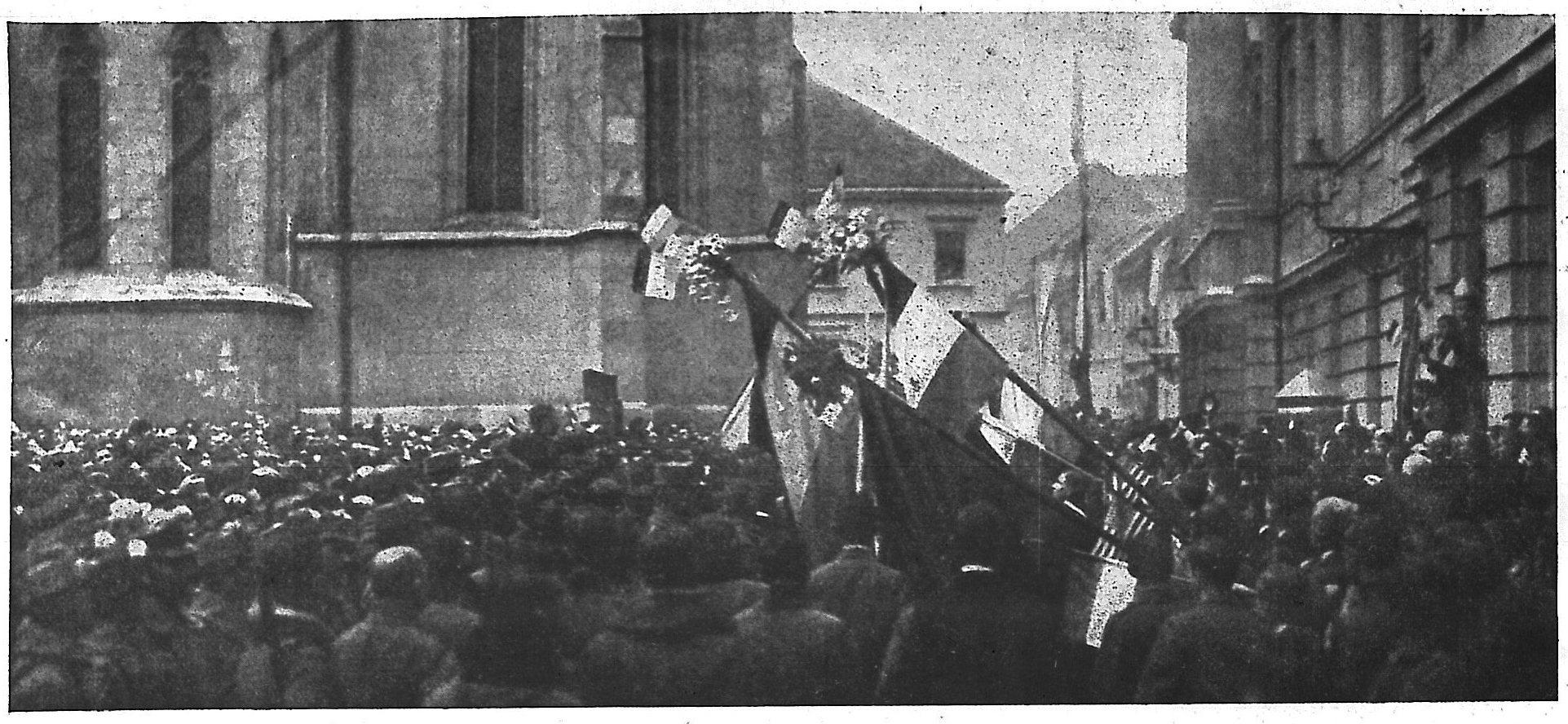
1918年10月斯克塞人国成立时在萨格勒布的庆祝活动

《科孚宣言》发表后，南部斯拉夫民族（克罗地亚、斯洛文尼亚和塞尔维亚）的政治家达成了组建统一国家的意向，但就具体国家形式（是否采取联邦制）未能达成协议，而作为协约国的意大利对克罗地亚人居多的达尔马提亚提出大量领土要求，为了避免被占领，自奥匈帝国独立的斯洛文尼亚人、克罗地亚人和塞尔维亚人国仓促同意与塞尔维亚王国合并，而塞尔维亚王国之前两个月吞并了黑山王国，反对合并的黑山人起义也被镇压。
1918年12月1日，塞尔维亚王国国王彼得一世宣布成立塞尔维亚人、克罗地亚人和斯洛文尼亚人王国。
此王国包含原先独立的塞爾維亞与黑山（1918年11月28日黑山王国并入塞爾維亞王国）两个王国，以及原属奥匈帝国的大片领土。这些领土包括原属奥匈帝国内莱塔尼亚（奥地利帝国）的卡尼奥拉 、施蒂利亚和达尔马提亚的大部分，奥匈帝国外莱塔尼亚（匈牙利王国）的克罗地亚-斯拉沃尼亚王国（克罗地亚、斯拉沃尼亚和伏伊伏丁那），以及奥匈帝国直辖省波斯尼亚和黑塞哥维那。
南斯拉夫西北部是意大利和奥地利，北方是匈牙利和罗马尼亚，东临保加利亚，南邻是希腊和阿尔巴尼亚，滨临亚得里亚海。
奥地利省份克恩顿举行公投，结果令它一分为二，王国得到的部分在今斯洛文尼亚。意大利得到位于达尔马提亚的港口扎达尔和数个岛屿。里耶卡（意語稱為阜姆）港成为阜姆自由邦，但于1924年被意大利占领。王国与意大利的领土争议持续，前者宣称拥有伊斯特拉。该地原属奥地利滨海区，有很多克罗地亚人和斯洛文尼亚人，却被意大利占领。意大利也宣称拥有达尔马提亚沿岸地区。

## 早期政治
王国成立不久，斯洛文尼亚人、克罗地亚人和塞尔维亚人国议会和塞尔维亚政府达成协议，由尼科拉·帕希奇出任首相。然而，摄政王亚历山大一世反对任命，引起国家首次政府危机。所有政党都认为这违反议会原则，最后它们同意由同属激进党的斯托扬·普罗蒂奇取替帕希奇。12月20日，新政府成立。
由此开始，直到立宪会议成立，一些王国成立前已实行选举制的团体，建立临时代表制，作为临时议会。塞尔维亚反对党一些成员与前奥匈帝国政党联合，组成了民主党，控制临时议会和政府。
柳博米尔·达维多维奇领导民主党，推行高度集权政策，令一些克罗地亚代表转向反对派。不过，激进党只有三人担任部长，相对于民主党的十一人，结果普罗蒂奇在1919年8月16日辞职。达维多维奇于是与社会民主党组成执政联盟。新政府没有取得大多数，但临时代表制规定的最少人数是一半代表附加一票，反对派就抵制议会。政府未能肯定支持者会全数出席会议，结果会议失败。达维多维奇马上辞职，但无人能组织政府，故此他再度成为首相。反对派持续抵制政府，政府惟有以紧急法令治国。反对派谴责政府，并成立议会共同体，表示坚决支持议会制。达维多维奇难以支持大局，向国王请求马上选出立宪会议未遂，惟有辞职。
议会共同体成立由普罗蒂奇领导的政府，计划恢复正常议会，并减轻前任政府集权政策的影响。而且，他们同样反对旧政府的激烈土地改革，因而团结。少数派和部分独立代表投入普罗蒂奇的阵营，更令他刚好拥有议会大多数。不过，民主党与社民党抵制议会，令他不能取得足够代表人数。执政的议会共同体被迫用法令治国。
这样，议会共同体违反了当初他们支持的原则，故此陷入困境。1920年4月，包括铁路工人罢工等一系列暴动，令双方决心解决纷争。最后，普罗蒂奇辞职，中立的米伦科·韦斯尼奇接任。民主党进入政府，但社民党就因为政府采取反共措施而拒绝加入。
早前令政党分化的争议仍未结束。民主党继续坚持推行集权政策，又历陈激烈土改的需要。最后，政党因选举法意见相左，民主党在议会投票反对政府。这次会议人数不足，但维斯尼奇以此为由辞职。结果，激进党承认集权政策的必需，而民主党则放弃推行土改，正好符合维斯尼奇的心意，让他再次领导政府。然而，克罗地亚社区和斯洛文尼亚的人民党不满集权政策。普罗蒂奇因为此问题而退出政府。
1920年9月，克罗地亚农民進行武裝起义，其中以牛只烙印徵稅作為此事件爆發的主要原因。克罗地亚社区不满集权政策，尤其指责部长斯韦托扎尔·普里比切维奇。

## 立宪会议与纷争

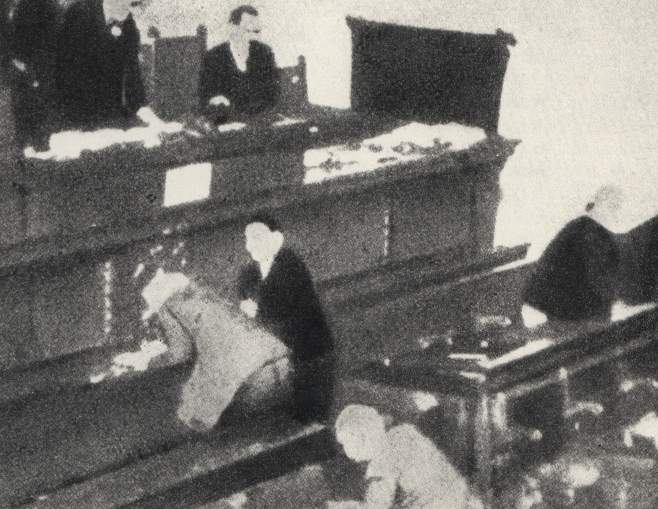
1928年克罗地亚议员遇刺

临时代议制通过的少数法例，包括立宪会议的选举法。王国成立之前，代表同意秘密投票，并采用普选制度。他们从没想到，国家成立后有争取妇女普选权的运动，故此只是把普选局限于男性。社民党与斯洛文尼亚人民党都支持妇女普选，激进党则反对。民主党持开放态度，但没有大力宣传，故此运动失败。原则上，比例代表制可以实现，但政府采用漢狄法，而选区又非常小，故此有利大型政党，以及有强大地区支持的政党。
1920年11月28日，选举开始，民主党获得最多议席，但仅仅多于激进党。实行临时代议制时，民主党控制政局，这次却失败。它在原属奥匈帝国的领土选区也表现甚差。这表示，民主党的集权政策，未能代表全国人民的意愿。激进党在上述地区表现也不太好，但由于它自认塞尔维亚党派，故此不成问题。最大的赢家就是反对建制的两个党派。克罗地亚共和农民党的领导人只是在选举宣传期才获得出狱，但效果比主动宣传还要见效。但是，克罗地亚社区则反对该党，不满它想加入政府。共产党同样是赢家，在马其顿尤其表现出色。小型政党取得余下议席，它们最多只是怀疑民主党的政纲。
帕希茨现下地位巩固。一方面，民主党如若实现中央集权，必须与他的激进党结盟。而且，他也谨慎观察形势，保持与克罗地亚的合作机会。激进党与民主党势力不足改变宪法，故此与南斯拉夫穆斯林组织合作。穆斯林党争取到对方在领土和土改的让步，保持波斯尼亚的地位，并维护该地穆斯林地主的利益。
克罗地亚共和农民党认为，如若效忠国王，南斯拉夫会变成君主制国家，故此拒绝宣誓，也因此未能取得议席。其他反对派最初取得议席，后来也抵制政府，剩下很少反对票。然而，宪法通过仍需一半加一票。最后，来自马其顿与科索沃的穆斯林组织遮美特投下支持票，这才令宪法通过。
1921年6月28日，维多夫丹宪法通过，成立单一制、君主制国家，废除了一战前传统地域规划，建立33个省 (Oblast)，由中央管辖。
塞尔维亚的政治家认为，塞尔维亚应当为统一南斯拉夫诸邦，正如统一意大利的皮埃蒙特和统一德意志的普鲁士。在王国成立后几年，克罗地亚愈来愈抗拒塞尔维亚中心的政策。克罗地亚农民党领袖斯捷潘·拉迪奇就因为政治原因被监禁，在1925才获释并重返议会。 
1928年春，拉迪奇与斯韦托扎尔·普里比切维奇动员民族主义势力，反对政府。政府强烈反击，甚至采取死亡恐吓。6月20日，黑山的激進黨（Narodna radikalna stranka）代表普尼沙·拉契奇枪击克罗地亚农民党五名代表，两人当场死亡，拉迪奇则身負重傷。
之后，反对派以有代表被杀为由，退出议会，并坚持举行选举。反对派于8月1日在萨格勒布会面，宣布放弃1920年12月1日的誓言，要求进行谈判，准备与议会復合。10月8日，拉迪契去世。

## 独裁
枪击案发生不久后，在1929年1月6日，国王亚历山大一世废除宪法，下令议会休会，新聞自由被取消、政黨遭禁，使國家權力更集中，建立“1月6日独裁” (Šestojanuarska diktatura)。10月3日，他把国名改为“南斯拉夫王国”，并将33个省 (oblast) 改为9个省 (班诺维纳；Banovina)。
1931年，他颁布新宪法，让自己独揽行政权力。男性普选制依然保留，但秘密投票被废除。宪法也规定公务员必须在任何选举支持执政党。上议院半数成员由国王任命。如要通过法例，只需要两院其一与国王同意。
克罗地亚始终反对政府。1932年，农民党宣布“萨格勒布宣言”，呼吁结束塞尔维亚霸权与独裁。政府于是囚禁多位不同意见者，包括农民党新领袖弗拉德科·馬切克。但是，反对派依然继续反对独裁。克罗地亚人更要求解决克罗地亚问题。1934年，国王释放马切克，推出民主改革，并尝试让塞尔维亚人和克罗地亚人达成共识。
不过，在10月9日，国王于法国马赛被刺杀。凶手韦利奇科·迪米特罗夫·克林是马其顿内部革命组织保加利亚分部的活跃成员，也曾化名為弗拉多·切爾诺澤姆斯基（Владо Черноземски），其计划由该组织、流亡分子、被打压政党激进分子，以及克罗地亚极右组织乌斯塔沙策划。
国王去世后，其年幼长子彼得二世继位。于是，按照国王的遗愿，三人组成的摄政团暂代政务，以国王堂弟保罗亲王为首。
1930年代末，塞尔维亚人和克罗地亚人计划建立按种族区分的联邦行政区，内部局势更紧张。前者希望马其顿、伏伊伏丁那、黑山与塞尔维亚合并，克罗地亚则想与达尔玛提亚和部分伏伊伏丁那合并。至于拥有多数波斯尼亚穆斯林的波斯尼亚和黑塞哥维那，双方都宣称拥有其主权。当时，纳粹德国迅速扩张领土，令形势有变。1939年，保罗亲王任命德拉吉沙·茨韦特科维奇为首相，希望能与克罗地亚达成协议。接着，在8月26日，玛切克成为副首相。同日，克罗地亚省成立，更拥有独立议会 (Sabor)，领土包括今克罗地亚与波黑西北部。
然而，当地的塞尔维亚人变成少数民族，塞尔维亚甚为关注。她也想得到更多波黑的领土。乌斯塔沙也不满领土分配，认为克罗地亚应该拥有波黑全境。

## 灭亡

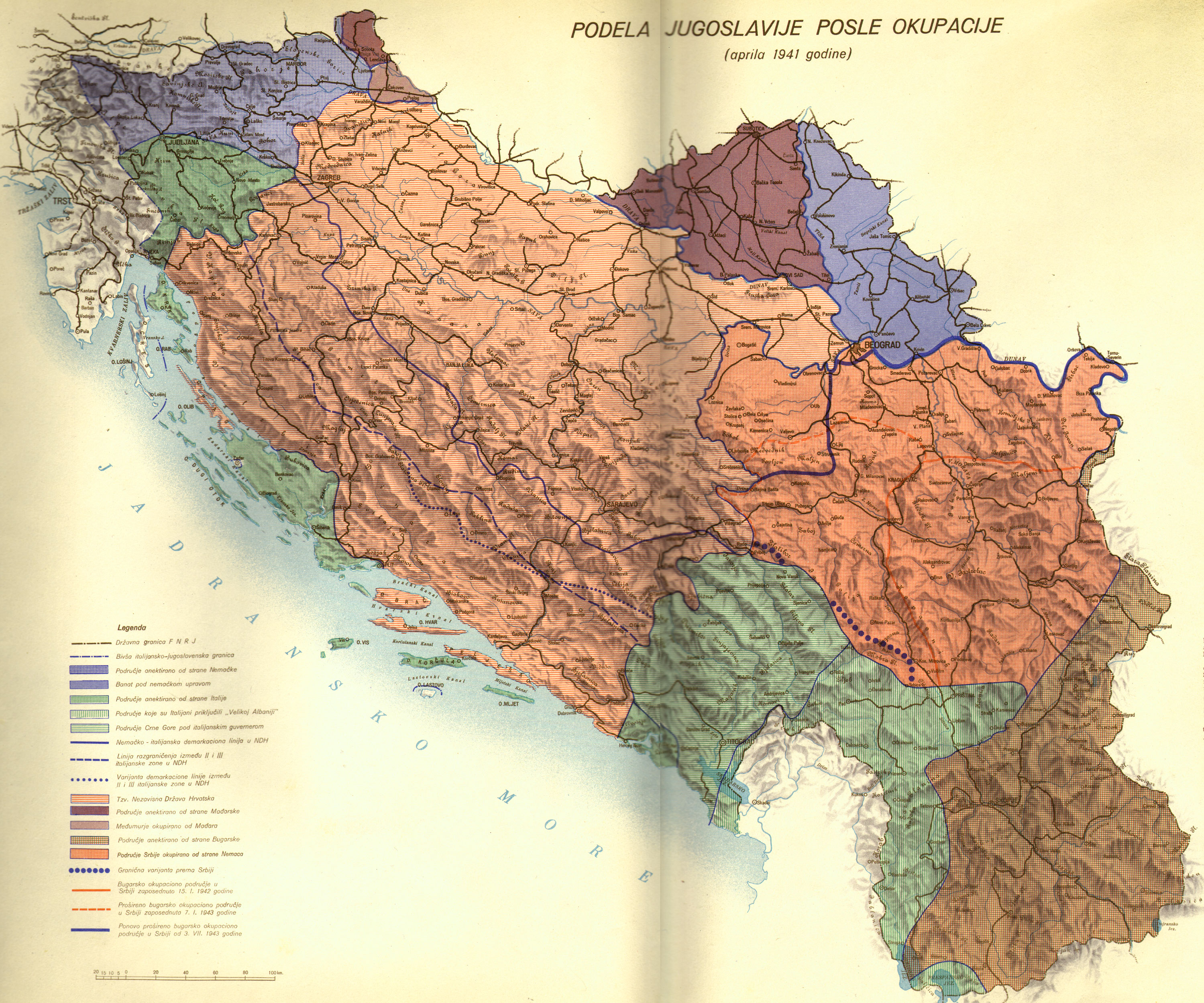
被轴心国瓜分后的地图

1939年，二战爆发。保罗亲王害怕轴心国攻打南斯拉夫，于是在1941年3月25日簽署三國公約，答应与它们合作。结果，贝尔格莱德发生大规模示威。3月27日，18岁的彼得二世得到英国支持，发动军事政变，推翻亲王政权。杜尚·西莫维奇将军成为首相。南斯拉夫实际上不再支持轴心国，但没有正式退出三国公约。新政府反对纳粹德国，但又怕如若遭到侵略，英国将不能相助。故此，南斯拉夫承诺支持条约。虽然如此，轴心国还是在1941年4月6日侵略南斯拉夫，占领其全境。彼得二世与王室家族一同逃亡到外国。
德軍指揮官马克西米连·冯·魏克斯將軍迅速攻入南斯拉夫腹地，意大利则攻擊了斯洛文尼亞及黑山，匈牙利及保加利亞亦參與其中，很快貝尔格勒被攻陷，南斯拉夫马上被邻国瓜分。匈牙利占领部分边陲地区，保加利亞则分得了北馬其顿地區，斯洛文尼亚被纳粹德国和意大利瓜分，黑山成為意大利保護國，科索沃部分地区则并入意大利占领的阿尔巴尼亚。德國及意大利在南斯拉夫成立了傀儡政權克罗地亚独立国，而米兰·內迪奇将军成立了“塞爾維亞救國政府”，成為德國傀儡，统治塞尔维亚余下的领土，并承认彼得二世为国王。
战争期间，盟军一直承认彼得二世为南斯拉夫国王。不过，南斯拉夫共产党领袖约瑟普·布罗兹·铁托带领南斯拉夫人民解放軍对抗轴心国，1941-1944年多次和佔領軍对抗，其中有1943年黑山起義反抗意大利，但被意軍镇壓了，后来南斯拉夫人民解放軍渐渐得势，取得实权。1944年6月16日，铁托与王室代表、前克罗地亚省省长伊萬·舒巴希奇达成铁托-舒巴希奇协议，将双方政府合并。1943年意大利投降，1944年蘇聯打败了羅馬尼亞、保加利亞，红軍開始支援南斯拉夫游擊隊。
1945年初，苏軍猛攻南斯拉夫的德軍，德国终於撤出了南斯拉夫。南斯拉夫民族解放反法西斯議會在11月的制憲會議宣布南斯拉夫成立共產黨政府，罷黜君主制。1946年1月31日，南斯拉夫戰後第一部憲法規定，由六個共和國以及伏依伏提那自治省、科索沃自治省組成「南斯拉夫聯邦人民共和國」，1963年的憲法，再將之更名為「南斯拉夫社會主義聯邦共和國」。除了伊斯特拉半岛外，版图几乎没有变动，但是不再是王国。直到1992年南斯拉夫解體。

## 外交政策
王国成立初期，与協約國关系紧密。在1920至34年期间，它尤其与传统盟友英国和法国交好。
1920至21年，南斯拉夫与捷克斯洛伐克和罗马尼亚组成小协约国，以期阻止匈牙利向她们讨回所失领土（参看特里亚农条约）。不过，两国参与对匈牙利的领土扩张，王国没有支持，故此联盟不久后解散。1924年，王国与希腊、罗马尼亚和土耳其成立“巴尔干联盟”，希望保持巴尔干半岛实力均衡。1934年2月9日，联盟更进一步成为巴尔干协约。但是，亚历山大一世被刺杀后，南斯拉夫外交政策转变，联盟崩溃。
法西斯意大利希望向南斯拉夫扩张领土。故此，1924年，意大利与受她影响甚大，或支持法西斯主义的国家合作，包括阿尔巴尼亚、匈牙利、罗马尼亚和保加利亚。1927年，南斯拉夫与英国和法国合作，签署了友好合作协议，令意大利解散联盟。
亚历山大一世被刺杀后，南斯拉夫转为亲轴心国，在1935至1941年与意大利交好。

## 人口

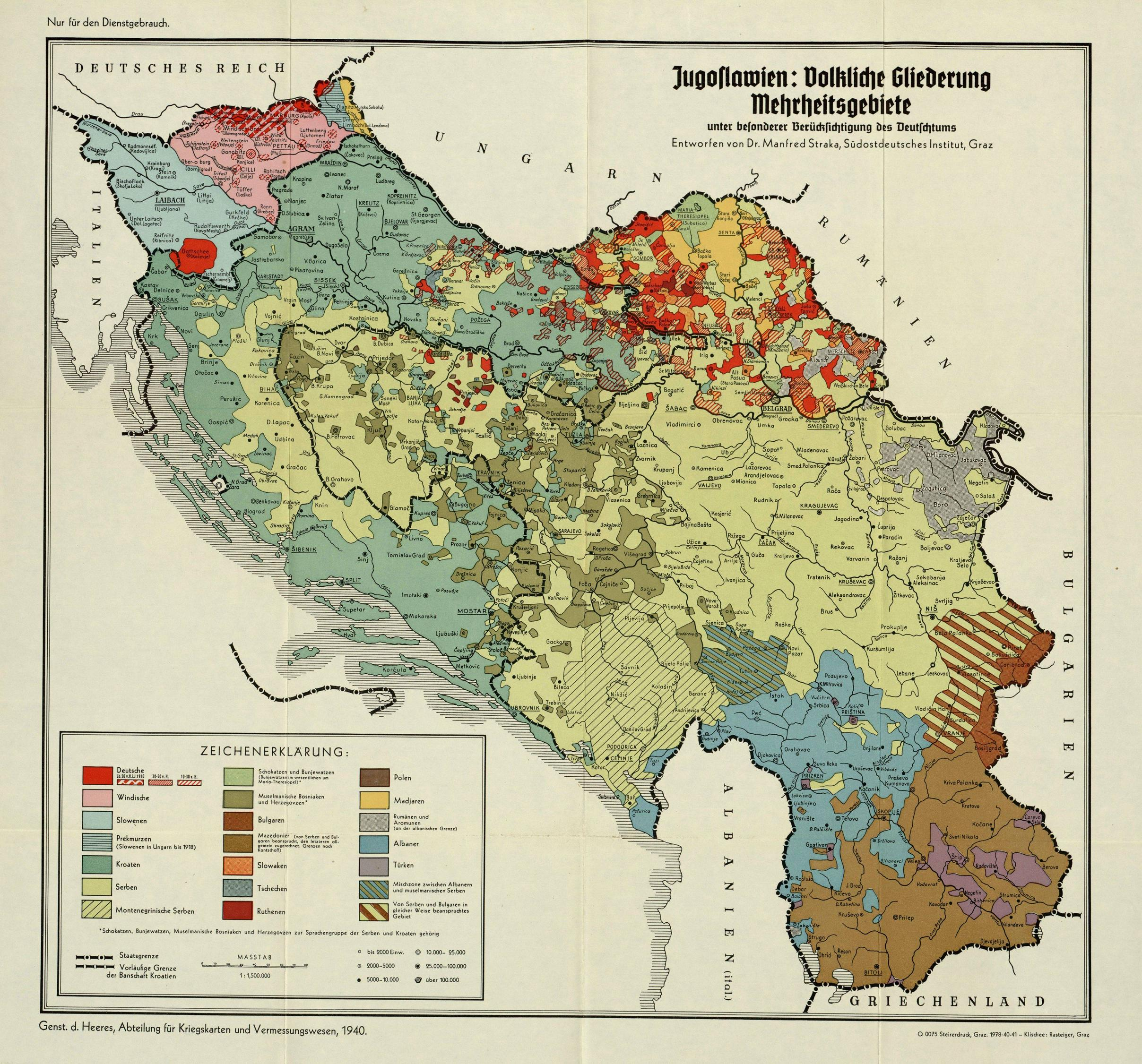
1940年王国政府统计的南斯拉夫族群分布

塞尔维亚人、克罗地亚人和斯洛文尼亚人最初分为三个独立族群，到1929年才统称为“南斯拉夫人”。
根据1921年的人口调查，第一语言使用者人数如下：
- 塞尔维亚-克罗地亚语：8,911,509 (74.36%)

塞尔维亚人 - 44.57%
克罗地亚人 - 23.5%
波士尼亞穆斯林 - 6.29%
- 斯洛文尼亚语：1,019,997 (8.51%)
- 德语：505,790 (4.22%)
- 匈牙利语：467,658 (3.9%)
- 阿尔巴尼亚语：439,657 (3.67%)
- 罗马尼亚语：231,068 (1.93%)
- 土耳其语：150,322 (1.25%)
- 捷克语：115,532 (0.96%)
- 罗塞尼亚语：25,615 (0.21%)
- 俄语：20,568 (0.17%)
- 波兰语：14,764 (0.12%)
- 意大利语：12,553 (0.11%)
- 其他：69,878 (0.58%)

## 领导人

### 国王列表
1. 彼得一世 (1918年12月1日 – 1921年8月16日)（其子亚历山大王子摄政）
2. 亚历山大一世 (1921年8月16日 – 1934年10月9日)
3. 彼得二世 (1934年10月9日 – 1945年11月29日) *1941年4月13/14日开始流亡
  - 保罗亲王曾领导摄政团 (1934年10月9日 – 1941年3月27日)

### 首相列表
- 斯托揚·普羅蒂奇 (1918-19年)
- 柳博米爾·達維多維奇 (1919-1920年)
- 斯托扬·普罗蒂奇 (1920年)
- 米倫科·韋斯尼奇 (Milenko Vesnić) (1920-1921年)
- 尼科拉·帕希奇 (1921-1924年)
- 柳博米爾·達維多維奇 (1924年)
- 尼科拉·帕希奇 (1924-1926年)
- 尼科拉·乌祖诺维奇 (Nikola Uzunović) (1926-1927年)
- 维利米尔·武基切维奇 (Velimir Vukićević) (1927-1928年)
- 安东·科罗舍茨 (Anton Korošec) (1928-1929年)
- 佩塔尔·日夫科维奇 (Петар Живковић) (1929-1932年)
- 沃伊斯拉夫·马林科维奇 (Vojislav Marinković) (1932年)
- 米兰·斯尔什基奇 (Milan Srškić) (1932-1934年)
- 尼科拉·乌苏诺维奇 (Nikola Uzunović) (1934年)
- 博戈柳布·耶夫蒂奇 (Bogoljub Jevtić) (1934-1935年)
- 米兰·斯托亚迪诺维奇 (Milan Stojadinović) (1935-1939年)
- 德拉吉沙·茨韋特科維奇 (1939-1941年)

流亡政府首相（在开罗或伦敦）
- 杜尚·西莫維奇 (1941-1942年)
- 斯洛博丹·约瓦诺维奇 (Слободан Јовановић) (1942-1943年)
- 米洛什·特里富诺维奇 (Miloš Trifunović) (1943年)
- 博日达尔·普里奇 (Božidar Purić) (1943-1944年)
- 伊萬·舒巴希奇 (Ivan Šubašić) (1944-45年)
- 德拉戈·马鲁希奇 (Drago Marušić) (1945年)

## 行政区划
南斯拉夫王国的领土由塞尔维亚、黑山、克罗地亚和斯拉沃尼亚、达尔马提亚、波黑、巴纳特、克雷恩（斯洛文尼亚）等地方组成。
1918年王国成立时暂且保留了各部分的传统边界，直到1922年将领土细分为33个州（Oblast）。
1929年的新行政区划方案打破了传统边界，采用自然地理景观命名，意图消解各民族独立倾向。新方案设立的9个省（Banovina）为：
1. 德拉瓦河省；首府卢布尔雅那
2. 萨瓦河省；首府萨格勒布
3. 弗尔巴斯河省；首府巴尼亚卢卡
4. 海滨省 ；首府斯普利特
5. 德里纳河省；首府萨拉热窝
6. 泽塔河省 ；首府采蒂涅
7. 多瑙河省；首府诺维萨德
8. 摩拉瓦河省；首府尼什
9. 瓦尔达尔省；首府斯科普里

另外首都贝尔格莱德，包括泽蒙和潘切沃等近郊城镇在内，划为直辖区域。
1939年，萨瓦河省与海滨省合并为克罗地亚省，并吸收弗尔巴斯河省、德里纳河省、泽塔河省和多瑙河省部分地区，首府是萨格勒布。
|  |  |  |
|  |  |  |